# Odznaka „Za zasługi w obronie granic PRL”
Odznaka „Za zasługi w obronie granic PRL” – polskie resortowe odznaczenie cywilne okresu PRL, nadawane przez ministra spraw wewnętrznych.
Odznaka „Za zasługi w obronie granic PRL” została ustanowiona uchwałą Rady Ministrów z 6 czerwca 1975. Uchwała ta została uchylona 7 grudnia 1990 i tym samym nadawanie odznaki zakończono. Odznaka podzielona była na trzy stopnie (odznaka złota, odznaka srebrna i odznaka brązowa).

## Zasady nadawania
Odznaka mogła być nadawana:
- żołnierzom w czynnej służbie wojskowej i żołnierzom rezerwy oraz pracownikom Wojsk Ochrony Pogranicza, którzy w szczególny sposób przyczynili się do zabezpieczenia granic państwa,
- innym osobom w uznaniu zasług położonych w ochronie granic państwa,
- funkcjonariuszom organów granic państw sąsiednich oraz obywatelom tych państw za zasługi w rozwoju współpracy granicznej i ochrony granic PRL.

Odznaka mogła być również nadana jednostce Wojsk Ochrony Pogranicza, instytucji, zakładowi, przedsiębiorstwu lub organizacji społecznej szczególnie zasłużonym w ochronie granic Państwa.
Odznakę nadawał minister spraw wewnętrznych na wniosek Dowódcy Wojsk Ochrony Pogranicza. Nadawana była z okazji Święta Odrodzenia Polski – 22 lipca, rocznicy powołania Wojsk Ochrony Pogranicza – 10 czerwca lub Dnia Wojska Polskiego – wówczas 12 października, a w szczególnie uzasadnionych wypadkach w innych terminach. Osoba wyróżniona otrzymywała odznakę i jej legitymację. Przy nadawaniu odznaki zachowywano kolejność w stopniach (najpierw brązową, następnie srebrną i złotą), lecz w szczególnie uzasadnionych wypadkach można było od niej odstąpić.
Minister mógł pozbawić odznaki w razie stwierdzenia, że jej nadanie nastąpiło w wyniku błędu albo że osoba wyróżniona dopuściła się czynu, wskutek którego stała się niegodna tej odznaki. Koszty związane z nadawaniem odznaki pokrywano z budżetu MSW.

## Opis odznaki
Odznaka miała kształt krążka o średnicy 33 mm, wykonanego z metalu w kolorze brązowym, srebrnym lub złotym. Na awersie pośrodku znajdował się kontur granic PRL z wkomponowanym wizerunkiem orła (według wzoru godła Polski). Od konturu granic promieniście obchodziło osiem stylizowanych słupów granicznych, między którymi znajdował się skrót: PRL. Na rewersie umieszczony był skierowany w dół miecz przesłonięty tarczą, na której umieszczony był napis w siedmiu wierszach: ZA ZASŁUGI / W OCHRONIE / GRANIC / POLSKIEJ / RZECZYPO / SPOLITEJ / LUDOWEJ. Od dolnej krawędzi tarczy ku górze po obu stronach rozchodziły się dwie gałązki laurowe.
Odznakę noszono na wstążce o szerokości 35 mm, której środkowa część była koloru zielonego, a boczne oblamowania były koloru biało-czerwonego.
Odznakę noszono na lewej stronie piersi w kolejności za odznaczeniami państwowymi.